# Los ángeles de Estela
Los ángeles de Estela est une telenovela chilienne diffusée en 2009-2010 sur TVN.

## Acteurs et personnages

### Acteurs principaux
- Coca Guazzini : Estela Cox / Agetilde Rocha (Antagoniste principale)
- Jorge Zabaleta : León Inostroza / León Urmeneta
- María Elena Swett : Margarita Bobadilla / Margarita Alcázar
- Francisco Pérez-Bannen : Danilo Escobar
- Cristián Arriagada : Emilio Palacios
- Begoña Basauri : Laura Alcázar (Antagoniste)
- María José Illanes : Pilar Romero (Antagoniste)
- Anita Reeves : Lina Lumbrera
- Paola Volpato : Paloma Subercaseaux
- Maricarmen Arrigorriaga : Pola Amunátegui
- Claudio Arredondo : Samuel Rocha "Samuel Samuel"
- Mariana Derderián : Alejandra Andrade
- Renata Bravo : Nicole Wilkinson "Nicole TV"
- Cristián Riquelme : Mario Bobadilla (Antagoniste)
- Katyna Huberman : Tania Abarzúa (Antagoniste)
- Montserrat Prats : Sandra Vilches
- Christian Sève : Felipe de la Vega "Pipegol"
- Juanita Ringeling : Lourdes "Lulú" Ríos (Antagoniste)
- Lucas Saez : Teodoro "Teo" Palacios
- Catalina Castelblanco : Dakota Robinson
- Camila Commentz : Molly Robinson

### Párticipations spéciales
- Luis Wigdorsky : Alberto Bobadilla
- Hugo Vásquez : Docteur Silva
- Eduardo Cumar : Gastón Astauriaga
- Catalina Bono : Marcela Astudillo
- María Paz Grandjean : Yesenia Pizarro
- Edgardo Bruna : Máximo Alcázar
- Patricia Irribarra : Client de Margarita
- Lorena Prada : Client de Margarita
- Natalie Dujovne : Client de "Lady Cox" enceinte
- Juan Pablo Sáez : Entraîneur de football
- Álvaro García : Présentateur de téléréalité
- Felipe Camiroaga : Lui-même
- Katherine Salosny : Elle-même
- Juan Cristóbal Foxley : Lui-même

## Diffusion internationale
| Pays      | Chaîne   | Titre                 | Série première    |
| --------- | -------- | --------------------- | ----------------- |
| Chili     | TVN      | Los ángeles de Estela | 22 septembre 2009 |
| Argentine | TV Chile | Los ángeles de Estela | 22 septembre 2009 |
| Bolivie   | TV Chile | Los ángeles de Estela | 22 septembre 2009 |
| Équateur  | TV Chile | Los ángeles de Estela | 22 septembre 2009 |
| Pérou     | TV Chile | Los ángeles de Estela | 22 septembre 2009 |
| Allemagne | TV Chile | Los ángeles de Estela | 22 septembre 2009 |
| Espagne   | TV Chile | Los ángeles de Estela | 22 septembre 2009 |
| Suède     | TV Chile | Los ángeles de Estela | 22 septembre 2009 |
| Norvège   | TV Chile | Los ángeles de Estela | 22 septembre 2009 |
| France    | TV Chile | Los ángeles de Estela | 22 septembre 2009 |
| Italie    | TV Chile | Los ángeles de Estela | 22 septembre 2009 |
| Colombie  | TV Chile | Los ángeles de Estela | 22 septembre 2009 |
| Brésil    | TV Chile | Los ángeles de Estela | 22 septembre 2009 |
| Portugal  | TV Chile | Los ángeles de Estela | 22 septembre 2009 |
| Venezuela | TV Chile | Los ángeles de Estela | 22 septembre 2009 |

### Sources
- (es) Cet article est partiellement ou en totalité issu de l’article de Wikipédia en espagnol intitulé « Los ángeles de Estela » (voir la liste des auteurs).